# Alain Chappet
Pour l’article ayant un titre homophone, voir Chapet.
Alain Chappet, né le 23 février 1943 dans le 18e arrondissement de Paris et mort le 30 décembre 2019 au Chesnay, est un chercheur français sur l’histoire napoléonienne, spécialiste des lieux de mémoire pour les périodes du Directoire, du Consulat  et du Premier Empire en France et à l’étranger.

## Biographie
Technicien de bureau d’études (1961-1969), puis informaticien (1970-2003), il est membre du Souvenir napoléonien (Société française d’histoire napoléonienne) depuis 1958, délégué de l’Association pour la Conservation des Monuments Napoléoniens (ACMN), pour le département des Yvelines (1982-1993), conférencier, auteur et coauteur d’ouvrages sur l'histoire napoléonienne, chroniqueur à la revue du Souvenir napoléonien, animateur d'une équipe internationale de chercheurs sur l’histoire napoléonienne dans le cadre du « Guide Napoléon »[réf. souhaitée].

### Vie privée
Marié, Alain Chappet est père de trois filles[réf. nécessaire].

## Distinction
Membre du Comité d’honneur de l’Association pour la Conservation des Monuments napoléoniens (2013).

## Œuvres en collaboration
- 1981 : Le Guide napoléonien, en collaboration avec Roger Martin, Alain Pigeard et André Robe, préface du Docteur Guy Godlewski, président du Souvenir napoléonien, Lavauzelle.
- 1993 : Répertoire mondial des Souvenirs napoléoniens, en collaboration avec Roger Martin, Alain Pigeard et André Robe, préface du Professeur Jean Tulard, président de l'Institut Napoléon, SPM.
- 2005 : Le Guide Napoléon : 4 000 lieux pour revivre l'épopée, en collaboration avec Roger Martin et Alain Pigeard, ouvrage préfacé par Thierry Lentz, directeur de la Fondation Napoléon, Tallandier.
- 2013 : Journal de la campagne de Russie de Theodor von Papet, présentation et annotations, en collaboration avec Annette et Ditmar Haeusler, préface de Jacques Garnier, SPM.